# 川井重勇
川井 重勇（かわい しげお、1947年（昭和22年）11月23日 - 2021年（令和3年）4月30日）は、日本の政治家。正五位。自由民主党所属の元東京都議会議員（5期）、元東京都議会議長（第47代）、元東京2020オリンピック・パラリンピック競技大会組織委員会理事。元中野区議会議員（通算4期）。

## 来歴
東京都中野区南台に生まれ、中野区立新山小学校、中野区立第一中学校を卒業。1971年、武蔵工業大学（現在の東京都市大学）工学部土木工学科卒業。1978年、自民党東京都連青年部総務会副会長となる。
1979年4月22日の中野区議会議員選挙で中野区議会議員に当選。2期目途中の1985年に辞職し東京都議会議員選挙に無所属で立候補するが8人中6位で落選。1987年4月26日の中野区議会議員選挙で再び中野区議会議員となる。足掛け4期目途中の1993年に2度目の辞職をして東京都議会議員選挙に今度は自民党から立候補するがこの時も8人中6位で落選。
1997年、東京都議会議員選挙に立候補し、3度目にしてようやく初当選する。以後、5期連続当選。東京都議会自由民主党政務調査会長や幹事長を務める。
2012年、東京都議会オリンピック・パラリンピック招致議員連盟の設立に参加し、同議連の会長に選出された。2015年10月8日、高島直樹の辞任に伴い、第47代東京都議会議長に選出された。
2017年7月2日に投開票が行われた東京都議会議員選挙では、6人中4位となって落選した。今後の進退について問われると、「若い人を、自民党再生をしていかなければならない」と答え、政界引退を表明した。
2019年春の叙勲で旭日中綬章を受章。2021年4月30日、大腸がんのため、東京都内の病院で死去。73歳没。死没日をもって正五位に叙される。

## 人物
2016年の東京都知事選挙で初当選した小池百合子が8月2日に初登庁し、東京都議会の各会派に挨拶回りを行った際、都議会議長を務める川井とも面談したが、川井は小池に「知事と議会は両輪です。一輪車にならないように」と述べ、ツーショットの写真撮影を促した報道陣に対して「あなたの要望に応える必要はないから」と発言して、これを拒否した。小池知事に対するこの対応がマスコミに報じられ、自由民主党東京都連のツイッターやフェイスブックには多くの批判の声が寄せられた。また、同年8月24日に2016年リオデジャネイロオリンピックの閉会式から帰国した小池知事を、川井をはじめ東京都議会自由民主党の議員団が出迎えた際も、小池を無視する対応を取り、再び批判を受けた。
落選が決まった際に、「逆風というのもあったわけですが、私の件は私の至らない部分だと思う。毎回、選挙は厳しいものなので…」と述べた。